# 當歸山
當歸山，位於緬甸果敢縣東山區西南部，海拔標高2127公尺，:50山勢呈東北─西南走向，東北為金廟大山，西南為大明山。